# Gyttjesvartlöpare
Gyttjesvartlöpare (Pterostichus anthracinus) är en skalbaggsart som först beskrevs av Johann Karl Wilhelm Illiger 1798.  Gyttjesvartlöpare ingår i släktet Pterostichus, och familjen jordlöpare. Arten är reproducerande i Sverige.

## Bildgalleri

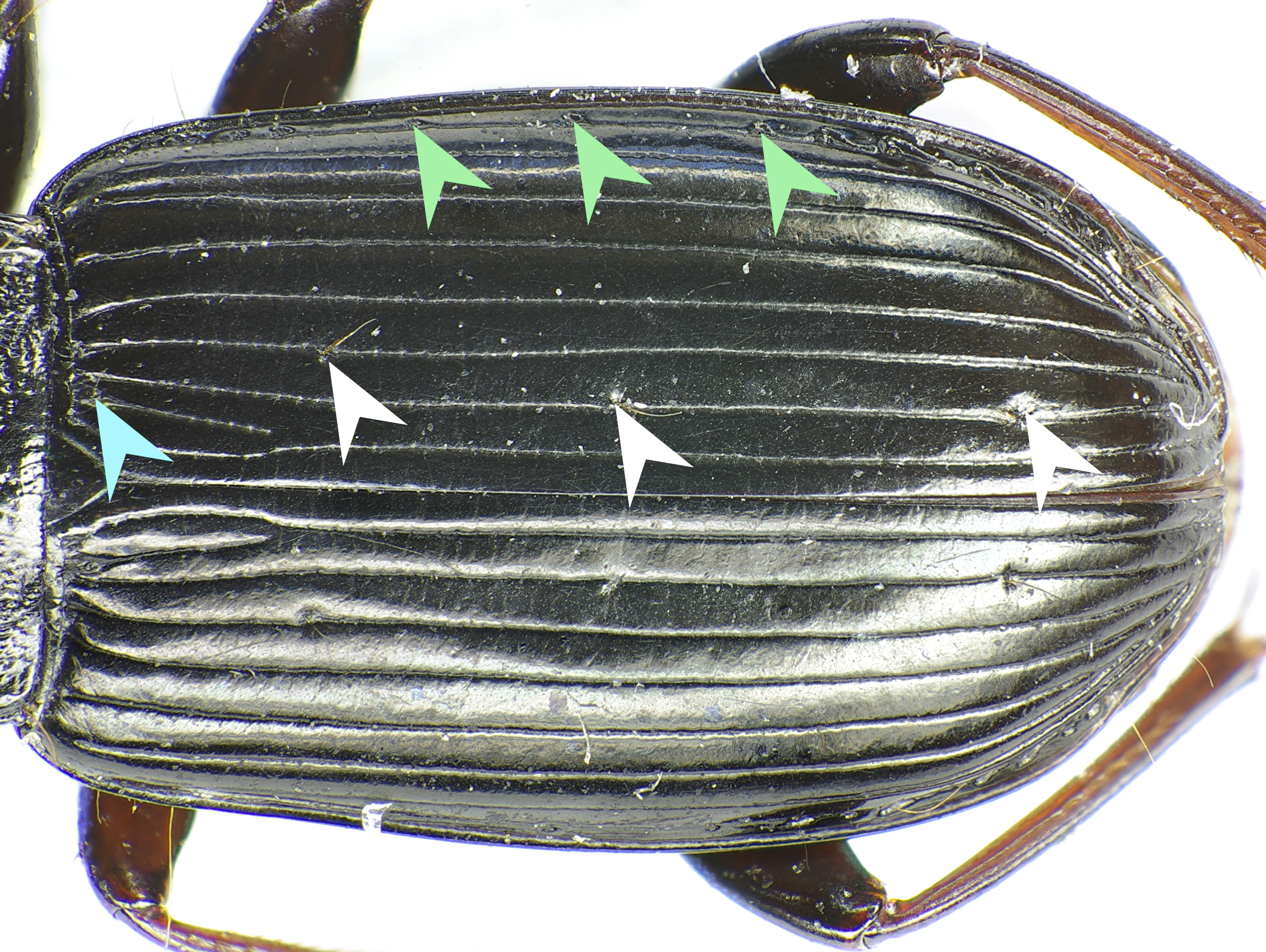
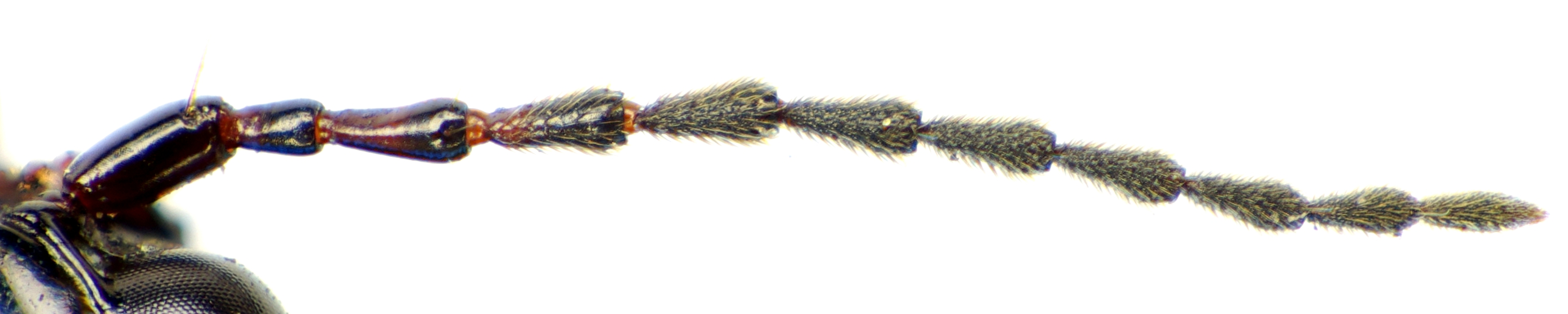
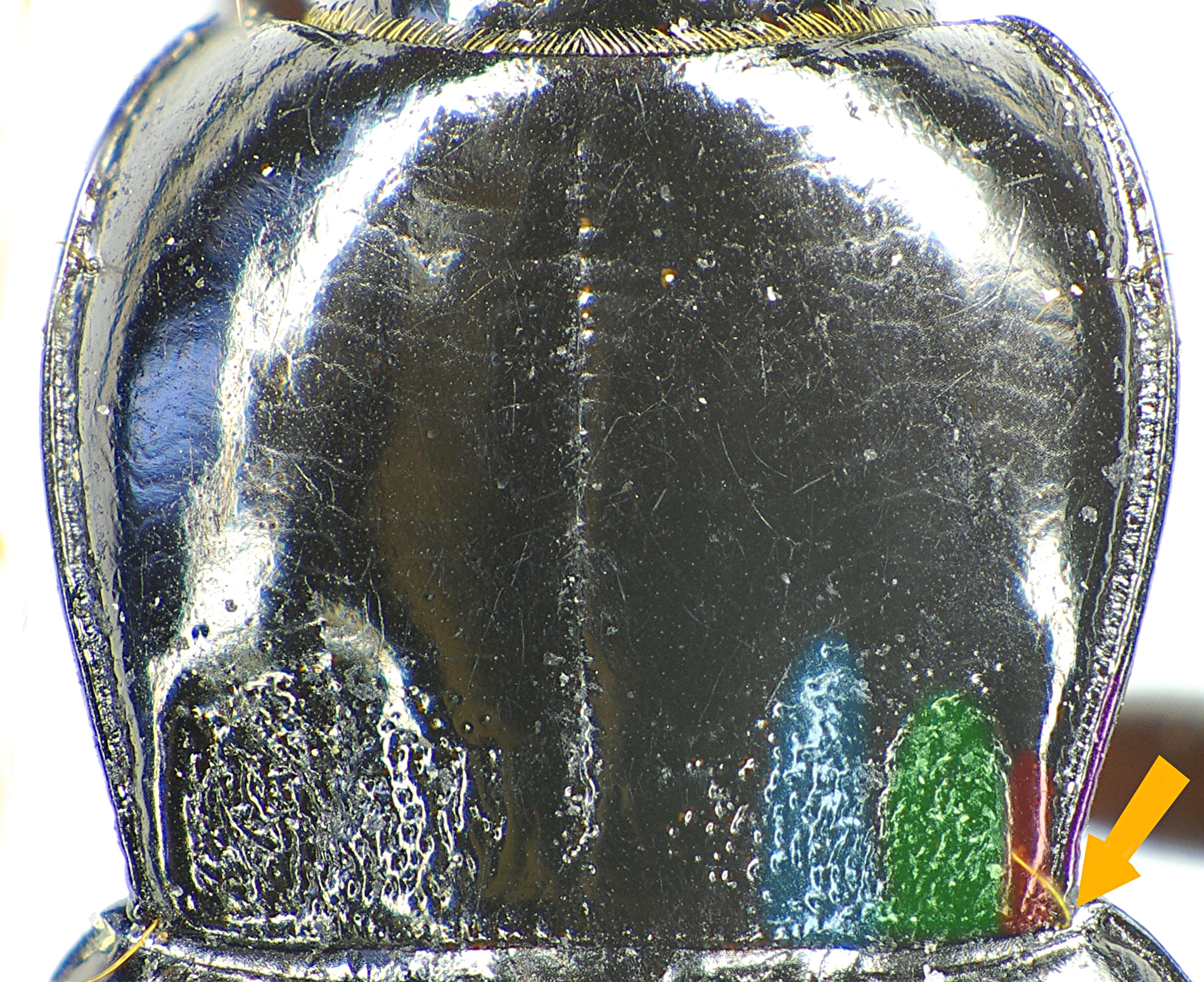
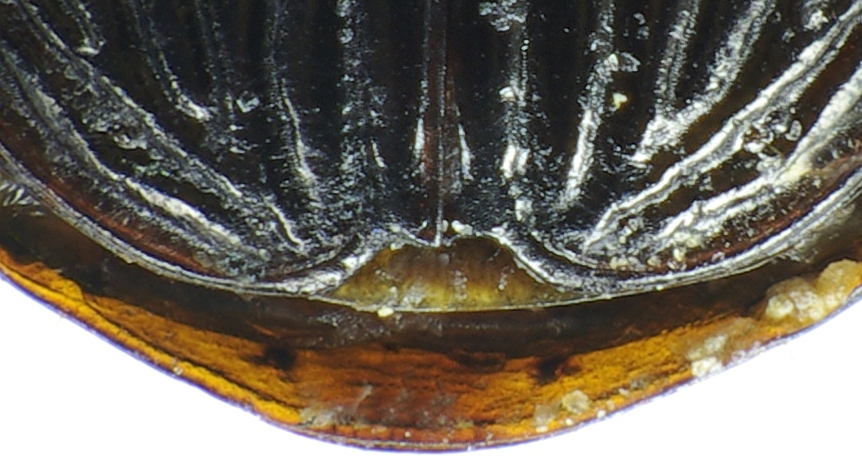
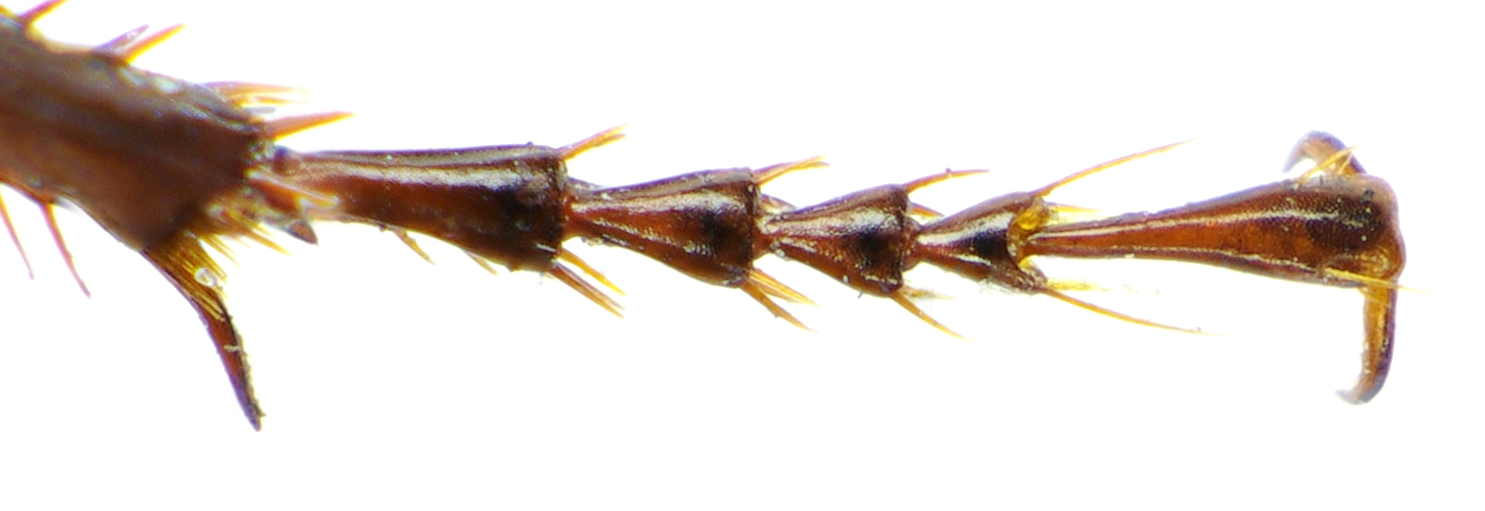
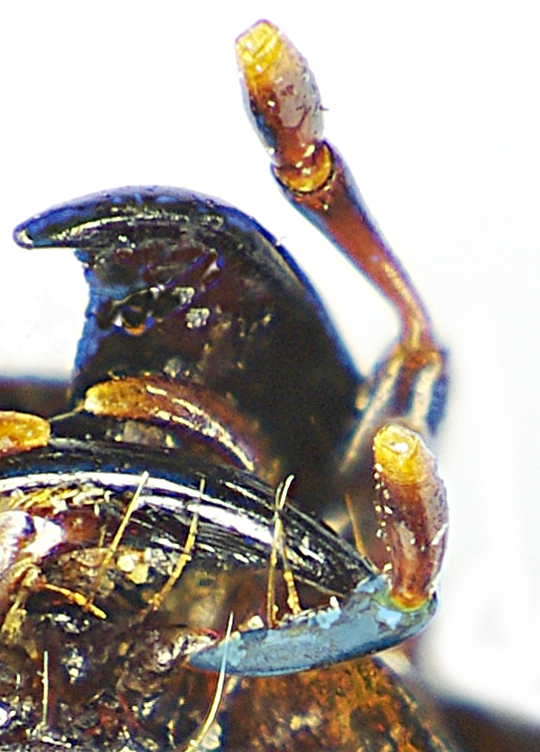